# Little Alien
Little Alien ist ein Dokumentarfilm der österreichischen Regisseurin und Filmproduzentin Nina Kusturica zur Thematik unbegleiteter minderjähriger Flüchtlinge.

## Inhalt
Die Protagonisten des Films sind Teenager, die allein und unter größter Gefahr aus den Krisenregionen der Welt nach Europa flüchten. Nina Kusturica vermittelt auf höchst einfühlsame Weise ein komplexes Bild von den Hoffnungen und Träumen jugendlicher Flüchtlinge, die sich nach ihrer Flucht mit einem teilweise absurden und menschenverachtenden bürokratischen System der europäischen Staaten konfrontiert sehen. Die Jugendlichen Juma, Hishame, Ahmed, Nura, Achmad, Asha, Jawid und Alem lassen die Zuseher nach und nach verstehen, weshalb sie es als letzten Ausweg ansahen, ihre Heimat und Familie zurückzulassen und in eine ungewisse Zukunft aufzubrechen. Darüber hinaus gewährt die Regisseurin dem Filmpublikum einen Blick hinter die Kulissen, nämlich durch die Wärmebildkameras der Grenzpolizisten auf ahnungslose Flüchtlinge, und begleitet die Teenager zu ihren Amtsterminen bei der Behörde.
In Europa angekommen, wünschen sich die Jugendlichen nichts sehnlicher als endlich ein geregeltes Leben zu führen. Doch die entmenschlichte Bürokratie steht einer sofortigen Integration entgegen. Selbst Sprachkurse dürfen erst besucht werden, wenn die Jugendlichen über einen gültigen Asylbescheid verfügen. Und so sind sie zum Abwarten und Nichtstun gezwungen. Kontakt zu „Einheimischen“ wird so ebenfalls nahezu unmöglich. Eine Begegnung mit einem betrunkenen Mann am Bahnhof, der den eben erst im österreichischen Traiskirchen angekommenen Teenagern Nura und Asha alle gängige ausländerfeindlichen Vorurteile an den Kopf wirft, wird so zu einer eindrucksvollen Schlüsselszene – umso mehr als den Mädchen erst erklärt werden muss, dass es so etwas wie Ausländerfeindlichkeit überhaupt gibt. Auch deshalb ist es umso erstaunlicher und erfrischender, zu sehen, dass all diese Teenager trotz der ständigen Unsicherheit ihrem Alter gemäß lachen, Spaß haben und optimistisch bleiben. Nina Kusturica ist es gelungen, ihre Protagonisten auf einer sehr persönlichen Ebene zu zeigen – und genau das macht den Film in Zeiten bedeutungsvoll, in denen das Thema Zuwanderung von der Politik hauptsächlich populistisch abgehandelt wird.

## Kritiken
„Kusturicas Stärke liegt in den wahrhaftigen Momenten, zu denen ihre freundschaftliche und aufrichtige Beziehung mit den Jugendlichen führt.“

„Ein Film tourt durch das Land. Der gelungene Blick in die Welt junger Asylsuchender. 
Stark bejubelt wurde am Donnerstagabend die Premiere von Nina Kusturicas Dokumentarfilm ‚Little Alien’ im Wiener Gartenbaukino. (...) Kusturica geht mit dem Film auf Tour und will vor allem Schülerinnen und Schüler erreichen. Aus dieser Begegnung könnte sich, gerade mit einem Film, der die Sprache der Popkultur beherrscht, ein neues Verständnis für ein politisch plakativ abgehandeltes Thema ergeben.“

„Einen fesselnd-schlichten Film hat Nina Kusturica jungen Flüchtlingen in Österreich gewidmet. (...)
Was Nina Kusturica in ihrem Dokumentarfilm little alien (sic) erzählt, wäre kaum zu glauben, hätten nicht Flüchtlingsorganisationen und das UNO-Flüchtlingshochkommissariat wiederholt darüber berichtet: An den Rändern der Festung Europa ist Menschenrechtsverletzung Routine. Kusturica stellt abstrakten Begriffen menschliche Schicksale gegenüber - Kinder, die mit streunenden Katzen in Abbruchhäusern Kaffee über einem Lagerfeuer aus Müll kochen, Pläne für die Überfahrt in die Mitte Europas schmieden, und am Münzapparat dem Vater in Afghanistan versprechen, dass alles gut wird. (…) Wärmstens empfohlen.“

## Auszeichnungen
- Outstanding Artist Award[3], Kategorie „Interkultureller Dialog“, Bundesministerium für Unterricht, Kunst und Kultur, 2010
- Best Feature Documentary (2. Preis), Best Editing (1. Preis), International Filmfestival Los Angeles, 2010[4]
- Best Integral Realization, Bruxelles Fiction & Documentary Festival, 2010[5]
- The Chris in der Kategorie „Social Issues“, Columbus International Film & Video Festival, 2010[6]